# Franklin Marén
Franklin Marén Castillo (9 marca 1987) – kubański zapaśnik w stylu wolnym. Brązowy medalista mistrzostw świata w 2018. Wicemistrz igrzysk panamerykańskich w 2015 i 2023. Złoty medal na mistrzostwach panamerykańskich w 2013 i 2017; brązowy w 2022 i 2023. Mistrz igrzysk Ameryki Środkowej i Karaibów w 2018 i trzeci w 2023. Czwarty w Pucharze Świata w 2018; piąty w 2019 i siódmy w 2009 i 2015 roku.